# ランゲンツェン

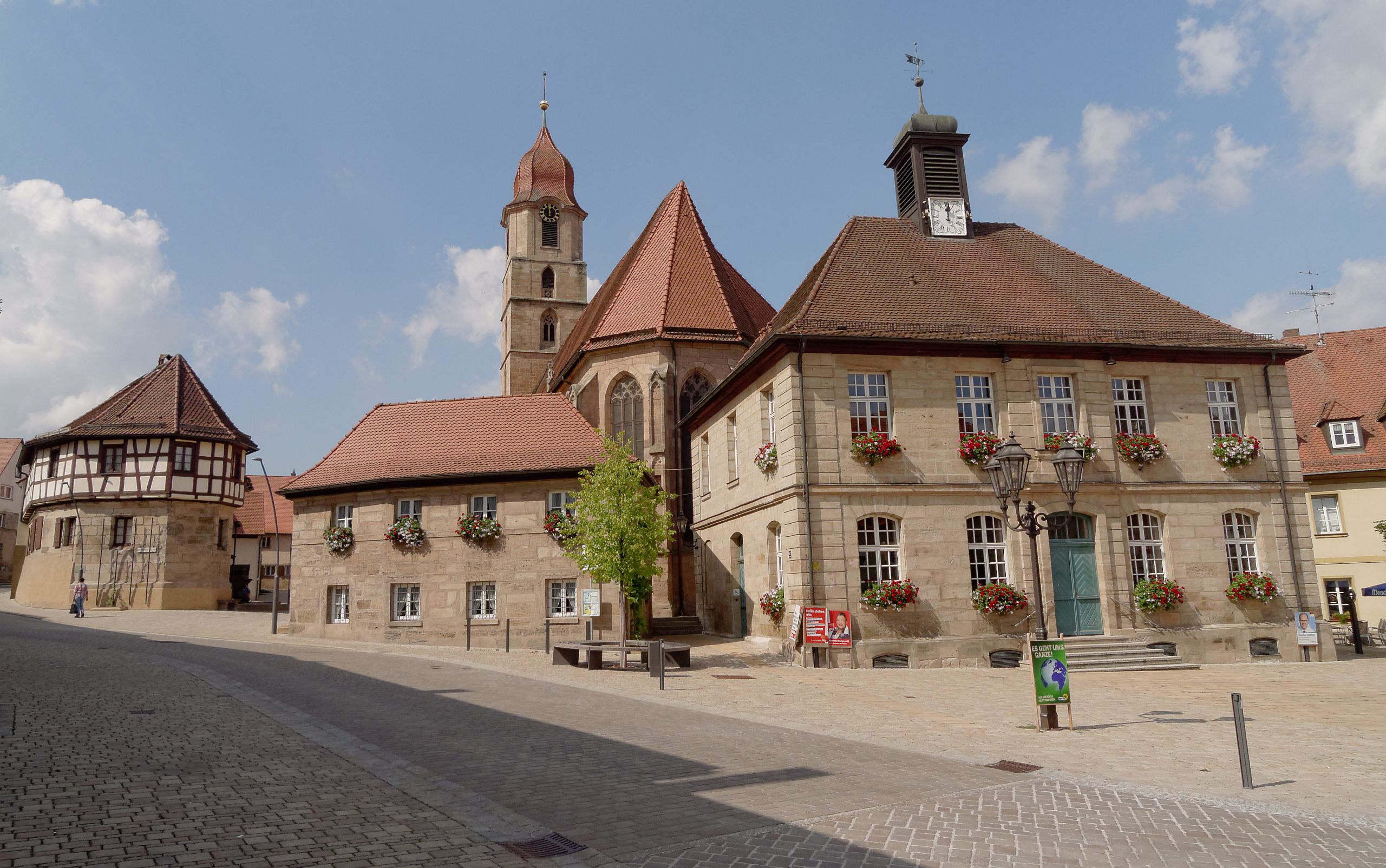
ランゲンツェン中心部。左から郷土博物館、修道院、旧市庁舎

ランゲンツェン (ドイツ語: Langenzenn、ドイツ語発音: [laŋənˈt‿sɛn]、周辺地域ではLangadsen）は、ドイツ連邦共和国バイエルン州ミッテルフランケン行政管区のフュルト郡に属す市である。フュルト郡唯一の下級中心都市としてランゲンツェンは特に郡北部の上級学校の所在として中心的な重要性を持つ。

## 地理

### 位置
この集落は、東を流れるレグニッツ川に注ぐ多くの川の1つであるツェン川沿いに位置している。この川や大きめの小川が、「ランガウ」と呼ばれる緩やかに波打つ丘陵地を形成している。集落中央部の高度は海抜 312 m である。南部では海抜 427 m のディレンベルクが市境に接している。
ランゲンツェンは、地質学上、フレンキシェス・コイパー＝リアス＝ラントのミッテルフランケン盆地に位置している。ツェン川の川床沿いに、中央部はギプスコイパーのレールベルク粘土層、南と北は砂岩コイパーのブラーゼン砂岩が延びている。建築資材としての砂岩も、レンガ製造のための粘土も、中世から採掘されている。
ランゲンツェンは、ニュルンベルク大都市圏の一部であり、ミッテルフランケン工業地域計画地域に属す。大都市フュルト市、エアランゲン市、ニュルンベルク市へ良好にアクセスできる。
市域面積は 4,633 ha である。2017年現在、49.1 % が農業用地、29.1 % が森林である。住宅地・産業用地は10.6 %、交通用地は 6.1 % である。

### 隣接する市町村
- ヴィルヘルムスドルフ
- グロースハーバースドルフ
- カードルツブルク
- ファイツブロン
- プッシェンドルフ
- エムスキルヒェン（ドイツ語版、英語版）
- ハーゲンビューヒャハ（ドイツ語版、英語版）

### 市の構成
ランゲンツェンは公的には23の市区からなる:
| - アリツベルク - ブルクグラーフェンホーフ - エルラハスキルヒェン - ガウフスミューレ - ゲッカースホーフ - ハーゲンミューレ | - ハンマーミューレ - ハンマーシュミーデ - ハルトホーフ - ハウゼン - ハイナースドルフ - ホルバッハ | - カイデンツェル - キルヒフェムバッハ - クラウスホーフ - ランゲンツェン - ラウベンドルフ - ローエ | - ローミューレ - エーデンホーフ - シュティンツェンドルフ - ヴァーゼンミューレ - ヴィッティングホーフ |

この他にかつての集落、ファルマイステライ、ノイミューレ、ハイナースドルファー・ミューレも含まれる。

## 歴史

### 先史時代
現在の市域における集落を示す最も古い証拠は中石器時代（紀元前1万年から紀元前6千年頃）のものである。主に鏃や小さな道具からなるこの時代の出土品は、ハルトグラーベン、シュティンツェンドルフ、エルラハスキルヒェン、ヴィッティングホーフから発掘された。
新石器時代に定住が始まったことで、農業用の開墾が行われるようになった。濃密な森が耕作地に変えられていった。この頃の様々な石斧、鏃や道具が発見されており、郷土博物館で見ることができる。
ランゲンツェンの市域内に、ハルシュタット時代（紀元前1200年から紀元前750年頃）の墳墓が13基発見されている。これは、この時代から比較的密集した定住地が築かれていたことを推測させる。徹底的に調査がなされた墳墓がハルトヴァルトにある。1896年にヴィルヘルム・ベルネットが率いるニュルンベルク自然史協会が発掘したものである。この墳墓は、直径 30 m、高さ 2.5 m で、主にきれいに積み上げられた砂岩の角石で造られている。この石は、1時間ほどの距離にある採石場で切り出されたものである。これには1100回の運搬が必要であったと推測されている。この調査の後、墳墓は完全に整地された。石材は道路の修繕に転用された。
防衛施設を持つ、したがって継続的な集落の証拠は、1980年にマルクト広場で発掘されたオークの柱である。この柱はトリーア州立ライン博物館によって497年のものと推定された。

### 中世初期
ランゲンツェンは、中世盛期に市場町に隣接する王宮に発展した。市場町は、903年にルートヴィヒ4世がその他の所領とともに Zenna を司教エルヒャンバルト・フォン・アイヒシュテットに移譲した際に記録されている。集落名は川の名前に由来する。それはアングロサクソン語の dānian（= 湿っている）に基づいている。
954年6月16日にドイツ王（後の皇帝）オットー1世は Cinnam で大規模な諸侯会議を開催した。この諸侯会議の目的は、息子のリウドルフ、マインツ大司教フリードリヒ、ロートリンゲン公コンラート、およびその他数人の貴族の謀反を終結させるためであった。オットーの弟バイエルン公ハインリヒ1世は、反逆者たちが侵攻してきたハンガリー軍と協定を結んでいると主張したが、リウドルフはこれを否定した。会議が進むにつれ、フリードリヒとコンラートは王に屈服したが、リウドルフは夜間に逃走した。その後彼はレーゲンスブルクでオットーに捕らえられ、降伏した。こうして国内が再び統一されたため、955年8月10日のレヒフェルトの戦いでオットーは、ハンガリー軍に壊滅的な打撃を与えることができた。最高位の王国貴族とその随員をもてなすことができたという事実だけからも、当時のランゲンツェンの経済力が低いものでなかったことが推測できる。

### 王領から都市へ
ランゲンツェンは、1021年にハインリヒ2世王によってヘルツォーゲンアウラハとともにバンベルク大司教に寄進された。彼はこの直前に Chunrad伯からこの地を取り戻していた。それ以前の所有関係は明らかでない。
13世紀、ニュルンベルク城伯はその支配地域を精力的に拡大していた。ランゲンツェンも1248年頃にツォレルン家（後のホーエンツォレルン家）の所有となった。これに伴って、しばしば行政・司法の拠点として利用されていたこの地域に、新たな行政区画が設けられた。ランゲンツェンも独自のアムト（地方行政区画）の所在地となった。
この集落は、オーベルンツェン、ウンテルンツェン、ツェンハウゼン（ノイホーフ・アン・デア・ツェン近郊）と区別するために、13世紀に初めて Langencenne と表記された。その後、ランゲンツェンは市場開催権も獲得した。
ランゲンツェンは1360年頃に都市権を獲得した。この頃に重罪刑事裁判所がカードルツブルクからランゲンツェンに移転した。これによりこの街は、以前から王領として保持していた下級裁判権の他に、上級裁判権も有することとなった。これに基づき、ランゲンツェンで重大な犯罪が裁かれ、死刑が宣告され、執行されたと推測される。ランゲンツェンの東に位置するガルゲンベルク（Galgen = 絞首台）が今でもこれを想起させる。この上級裁判所の責務と運用については、「Brandenburgische[n] Peinliche[n] Halsgerichtsordnung」（直訳: ブランデンブルクの重罪刑事裁判法）に規定されている。これはブランデンブルク＝クルムバッハ辺境伯カジミールとゲオルクが「Bambergischen Peinlichen Halsgerichtsordnung」に倣って公布したもので、後に皇帝カール5世が1530年のアウクスブルク帝国会議で公布したカロリーナ刑事法典により補完された。この頃も多くの裁判が行われ、近親相姦、故殺、窃盗、謀殺により死刑が宣告された。1569年から1592年までの間に12件の魔女裁判が行われ、10人の女性と1人の男性が魔女/悪魔として火刑に処された。
本市は皇帝カール4世から1361年1月20日に貨幣鋳造権を授けられた。これによりランゲンツェンは中世都市のすべての特権を得て、この地域の重要な中心的都市となった。
1382年、ランゲンツェンに病院が設立された。病院の建物の現存する最も古い部分は1536年に建設された南の本翼部分である。創設者は、おそらく、当時バンベルクの聖堂参事会員であったヨハネス・フォン・ゼッケンドルフである。
都市戦争の間、ランゲンツェンは1388年に行軍する軍隊によって焼き払われた。1280年に建設されたマリエン教会も完全に焼失した。教会跡から救出された木製のマリア像だけが、煤で黒くなったものの無傷であった。こうしてこの「黒い聖母」は、宗教改革の後も1580年まで巡礼の目的地となっていた。この像は1842年に売却され行方は判っていない。
1414年付の文書が、辺境伯から指名されたフォークト（代官）がランゲンツェンにいたことを証明している。この都市代官区にはランゲンツェン自身の他に、ブルクグラーフェンホーフ、デュルンブーフ、デュルンファルンバッハ、ハイナースドルフ、ホルバッハ、カイデンツェル、キルヒファルンバッハ、ラウベンドルフ、ローエ、オーバーウルゼンバッハ、ラインドルフ、レッツェルフェムバッハ、ゾイケンドルフ、ジーデルバッハ、ファイツブロンが含まれた。
1464年に、アムト・カードルツブルク、アムト・ランゲンツェン、アムト・ロースタールがオーバーアムト・カードルツブルクに統合された。この中でランゲンツェンは都市権を有する唯一の都市であった。

### 近世
三十年戦争（1618年 - 1648年）では、ティリー伯、ヴァレンシュタイン、オクタヴィオ・ピッコロミーニに率いられた軍隊がこの地域を通過した。本市はたびたび略奪を受けた（たとえば、1631年秋など）。多くの住民がニュルンベルクへ逃げ出した。戦後ここに定住したオーストリアの亡命者は特に再定住に貢献した。

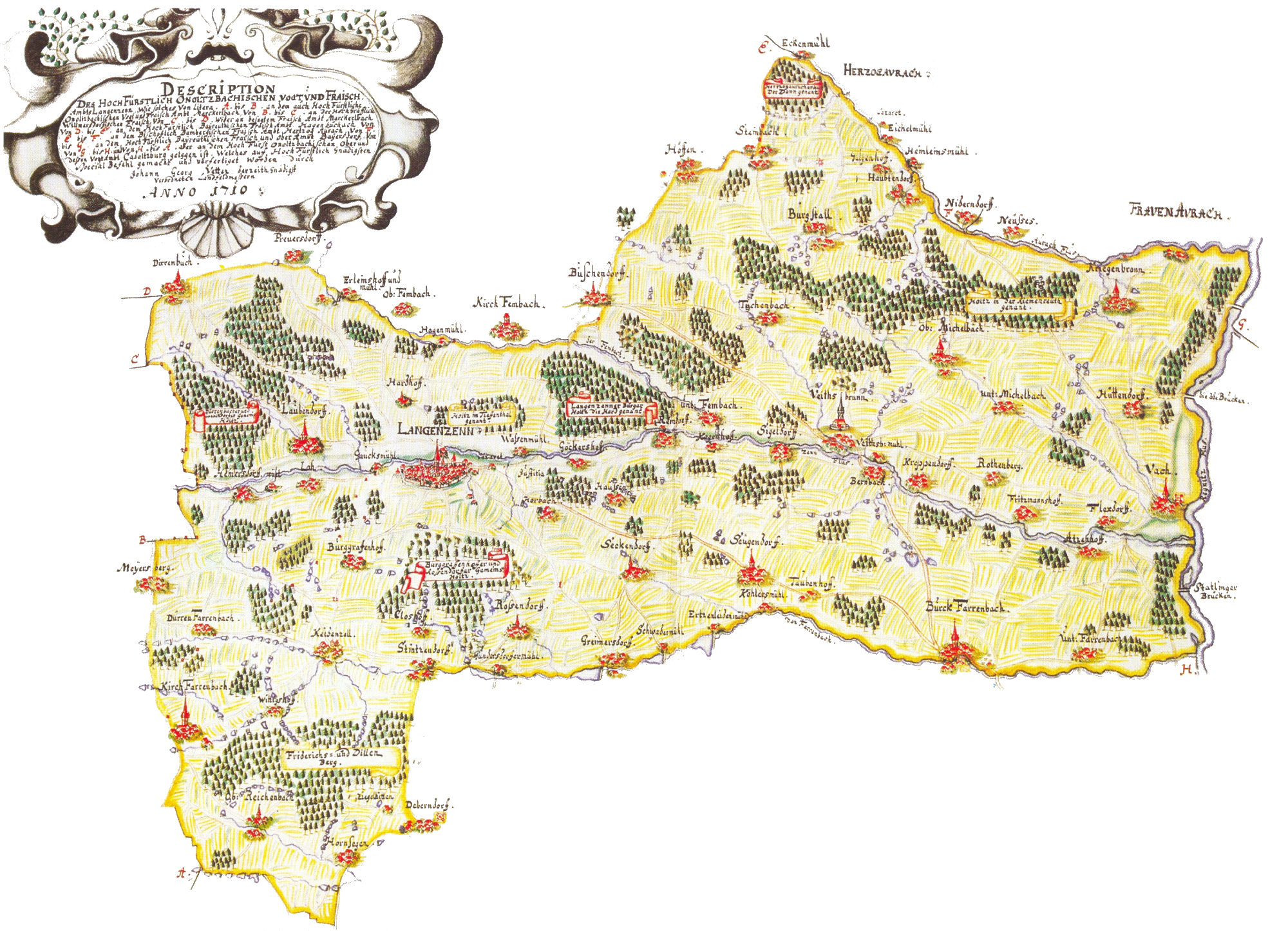
フォークタイ・ランゲンツェンの地図（1710年）

1720年の大火で、1612年に建造された市庁舎が犠牲となった。新しい、現存する市庁舎は、1721年から1727年に建設された。
18世紀の終わり頃ランゲンツェンには約150戸があった。高等裁判所は、ブランデンブルク＝アンスバッハ侯領のシュタットフォークタイ（都市代官所）・ランゲンツェンの役割を担っていた。統治権はランゲンツェン市議会が有していた。土地所有権はブランデンブルク＝アンスバッハ侯領のカステンアムト（財務局）・カードルツブルクとクロスターアムト（修道院局）・ランゲンツェンが有していた。
カール・アレクサンダー辺境伯は、1791年にバイロイト侯領とアンスバッハ侯領（ランゲンツェンが含まれる）をプロイセン王国に売却した。これに伴う行政・司法改革によって、ランゲンツェンは1797年に都市代官区と重罪行政裁判所を失った。これらはカードルツブルクの司法局と官房局に置き換えられ、これによって初めて行政と立法が分離された。しかし一方でランゲンツェンは郡直轄都市として新設のシュヴァーバッハ郡の直轄下に置かれ、特別な地位を保持した。市は、都市裁判所、司法長官、警察長官も有していた。

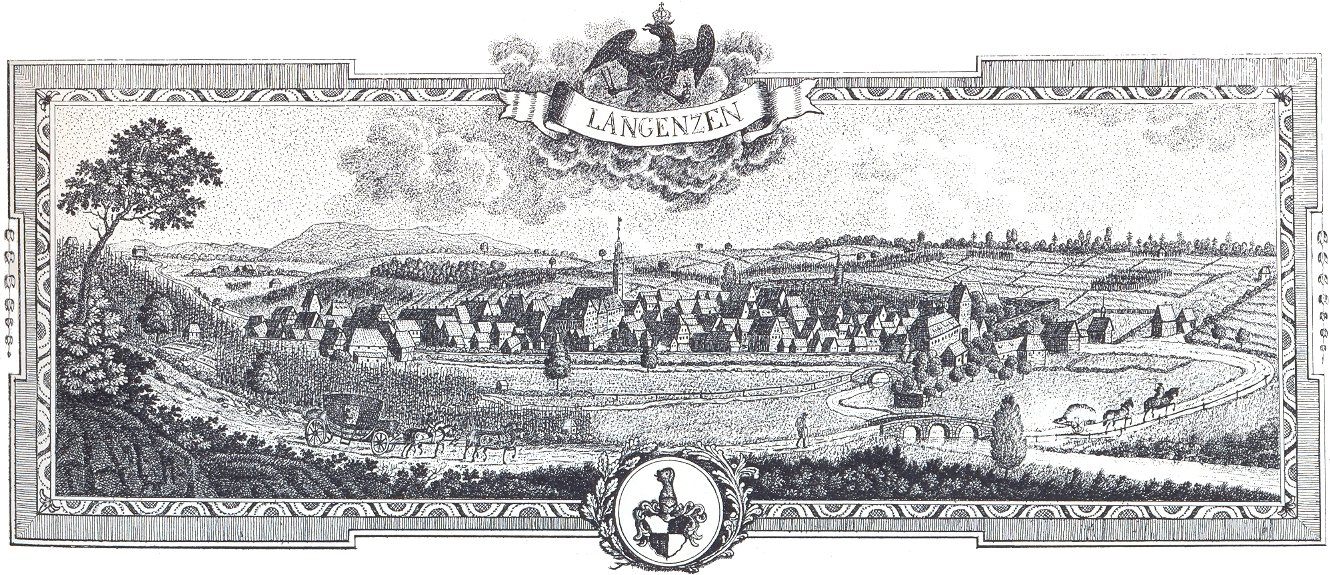
1800年頃のランゲンツェンを描いた銅版画

プロイセンが第四次対仏大同盟戦争でナポレオンに敗れたため、1500年からフランケン帝国クライスに属していたアンスバッハ侯領は、1806年にバイエルン王国領となった。
市町村令に伴って1808年にシュトイアーディストリクト（徴税区）・ランゲンツェンが設けられ、アリツベルク、ガウフスミューレ、ノイミューレ、ローミューレ、ヴァーゼンミューレがこれに属した。数年後に、この徴税区と同じ範囲をその領域とするマギストラート第3クラスのムニツィパルゲマインデ（町村）・ランゲンツェンが創設された。このゲマインデは、行政と司法はカードルツブルク地方裁判所、財務行政はレントアムト（財務局）・カードルツブルク（1920年にフィナンツアムト・カードルツブルクと改名）が管轄した。これにより、郡直轄権と都市裁判所を失った。ランゲンツェン側から王立のアムトを取り戻そうとする様々な試みがなされたが、成功しなかった。
1862年からランゲンツェンはベツィルクスアムト・フュルト（1938年からフュルト郡に改名）の管理下に置かれた。裁判権は1879年までカードルツブルク地方裁判所が保持したが、1880年から1931年3月1日までカードルツブルク区裁判所、それ以後はフュルト区裁判所が管轄した。財務行政は、1929年1月1日にフュルト財務局に引き継がれた。この街の当初の面積は 11.681 km2 であった。
1865年に鉄道ヴュルツブルク - ノイシュタット - フュルト - ニュルンベルク線が開通した。これにより通り抜け交通が増加し、それに伴い渡橋税や通行税が街の収入となった。これ以後ランゲンツェンは重要な交通の拠点となった。1850年には約5,600台の車両がこの街を通過した。
ランゲンツェンでも19世紀後半に工業化が始まった。ランゲンツェンは、1878年に電信網、1901年に電話網に接続した。1848年に石油ランプによる街灯が使用され、1911年2月9日に電力網が結ばれた。最初の上水道は1862年にこの街まで延長されたが、1895年から1905年に拡張する必要があった。この時代の経済発展の支柱はレンガ製造であった。それにも関わらず、レンゲンツェンの経済ファクターはフュルトやニュルンベルクに大きく遅れていた。ランゲンツェンは、19世紀初めの「アンスバッハ侯領の最も重要な都市」の1つから1920年代にはミッテルフランケンの「あまり重要でない街」の1つになっていた。

### 国家社会主義
1928年にNSDAPの都市グループを組織したのは1920年に入党したアドルフ・マイヤー（1895年 - 1966年）であった。1934年に国家労働奉仕団のキャンプがランゲンツェンに設けられた。1935年にこの施設に「アダム・クラフト」という名称がつけられた。ここには18歳から25歳の兵役前の若者が6か月間、法的に定められた労働奉仕に従事した。
1936年3月30日、病院内に防空学校が設けられた。これは空襲時に街の住民が適切な対処ができるようにするためのものであった。
オーストリアをドイツ国に併合するための国民投票前の選挙演説で、ガウの指導者で「シュテュルマー」編集社のユリウス・シュトライヒャーは、マルクト広場をアドルフ＝ヒトラー広場と改名することを提案した。都市文書官ウルリヒは、1938年4月10日の選挙についてこう書き記している「投票したものは皆、総統に『Ja』(Yes) を投じるものであることに気づいていた」。投票数1692票のうち、反対票はなかった。
ヒトラーユーゲント (HJ) の施設建設は、1938年5月21日に始まり、1942年に完成した。ヘルマン・ゲーリングはこの施設を様々な催しのために HJ に献呈した。この施設は1945年4月16日に、侵攻してきた連合国軍によって破壊された。その場所に1948年にカトリック教会が建設された（1972年に建て替えられている）。
第二次世界大戦中、まずは空爆の脅威にさらされた北ドイツからの女性や子供がランゲンツェンに移り住んだが、やがてニュルンベルクやフュルトからも疎開がなされるようになった。終戦時には約2,500人の避難民がこの街にいた。ランゲンツェンでも何度も空襲警報が鳴り響いた。いくつかの建物が爆撃によって焼失した。
1943年からニュルンベルク秘密警察はランゲンツェンに外国人用の懲罰労働収容所を運営していた。ポーランド、ロシア、西ヨーロッパの囚人は、主にレンガ造りやその他の仕事に従事させられた。ここでは酷い虐待を受けながら、過酷な肉体労働を強いられた。衛生環境や囚人の栄養状態は、劣悪であった。収容された人数は明らかでない。少なくとも100人が死亡している。虐待の罪で、この労働収容所を管轄するニュルンベルク＝フュルト警察署長で親衛隊大将のベンノ・マルティンが告訴された。彼は、1949年11月14日にニュルンベルク＝フュルト地方裁判所によって無罪とされた。
ランゲンツェンは、1945年4月16日にアメリカ軍に占領された。わずかなドイツ兵は街の外に移動したため、ランゲンツェン自体では戦闘はなされなかった。これとは対照的に、親衛隊が堡塁を築き、ドイツ国防軍の兵士が住む住宅があったノイホーフは、ほぼ完全に破壊された。連合国軍は、ツェングルントに戦争捕虜収容所を設けた。ここには最大6万人が収容された。この施設は、早くも1945年5月8日に解消された。

### 現代
2003年の健康改革以降の市の財政負担増加を理由に、市議会は病院閉鎖を決議した。1994年に最後のリノベーションが行われた病院は20床を有していた。病院は開院から625年後の2007年10月30日に閉院された。2009年に病院基金の老人養護ホームの閉鎖が続いた。改修と改築がなされた後、かつての病院は新たな市庁舎となった。
5基の風力発電機を有するビュルガーヴィントパルクの建設が準備されていたが、バイエルン州の財務・地域開発担当大臣マルクス・ゼーダー (CSU) がバイエルン州にこれ以上の風力発電所を建設することを事実上当面禁止したため、許認可権限を持つ地方当局はその承認を拒否した。

### 市区の歴史

#### ホルバッハ
ランゲンツェン東部のこの集落の最初の文献記録は、1316年のニュルンベルク聖クララ修道院の土地台帳になされている。教会や学校の組織上では古くからランゲンツェンに属していたが、1808年に独自の自治体ホルバッハが成立した。これにはゲッカースホーフ、ハウゼン、カーゲンホーフ、ラインドルフ、ゼッケンドルフが属した。ファイツブロンに移管されたラインドルフとカードルツブルクに移管されたゼッケンドルフ以外は、ランゲンツェンに1978年に合併した。

#### カイデンツェル
カイデンツェルは、ブルクグラーフェンホーフおよびランゲンツェンの南、ディレンベルクの北に位置している。最初の文献記録は、1365年頃に「Keydenzelle」と表記されている。三十年戦争でこの集落は酷い傷を受けた。1632年から1660年までこの集落は「不毛な」状態であった。教会も破壊された。1808年に自治体カイデンツェルが成立し、ブルクグラーフェンホーフ、ハンマーシュミーデ、クラウスホーフ、エーデンホーフ、シュティンツェンドルフ、ヴィッティングホーフもこの自治体に属した。1978年5月1日、この自治体はランゲンツェンに合併した。

#### キルヒフェムバッハ
キルヒフェムバッハは、1150年頃に初めて文献に記録されている。それは、バンベルクのミヒェルスベルク修道院の修道院長とヴュルツブルク司教との間の協定「Ekkehard de Vuenbach」である。18世紀初めまでこの集落はエムスキルヒェンに属していた。三十年戦争で荒廃した後、1648年にはかつての24戸のうち、7戸が居住しているだけであった。1808年に政治上の自治体キルヒフェムバッハが成立し、ハーゲンミューレとハンマーミューレがこれに属した。1972年1月1日にこの自治体はランゲンツェンに合併した。これ以後、保護文化財に指定されている校舎は学校として使われていない。

#### ラウベンドルフ
1237年に Lubendorff として初めて記録され、その後 Lovbendorf と表記されているラウベンドルフは、ランゲンツェンの西、ツェン川の上流 2 km に位置している。
1407年にラウベンドルフで最初の教会区が記録されている。フリードリヒ1世フォン・ブランデンブルクによって開始されたバンベルク聖堂参事会との交易は、ランゲンツェン・アウグスチノ会修道参事会の所有地内にラウベンドルフ教会区レーエンをもたらした。こうした背景からラウベンドルフは1525年以後にプロテスタント化された。この集落は、三十年戦争で多くの軍隊の通り道となり、略奪や放火が繰り返された。
ホルバッハやクラインデンツェルと同様にラウベンドルフも1808年に独立した自治体となった。この自治体には、ラウベンドルフの他にエルラハスキルヒェン、ハルトホーフ、ハイナースドルフ、ローエが含まれた。1822年にラウベンドルフはカードルツブルク首席司祭区から分離され、マルクト・エルルバッハ首席司祭区に移された。1972年7月1日、ラウベンドルフは地域再編に伴ってランゲンツェンに合併した。

## 住民

### 人口推移
| 時期          | 人口（人） |
| ------------- | ---------- |
| 1840年12月1日 | 3,253      |
| 1871年12月1日 | 3,140      |
| 1900年12月1日 | 3,224      |
| 1925年6月16日 | 3,353      |
| 1939年5月17日 | 4,047      |
| 1950年9月13日 | 6,317      |

| 時期           | 人口（人） |
| -------------- | ---------- |
| 1961年6月6日   | 6,606      |
| 1970年5月27日  | 7,232      |
| 1987年5月25日  | 8,193      |
| 2008年12月31日 | 10,498     |
| 2011年12月31日 | 10,303     |
| 2017年12月31日 | 10,574     |

ランゲンツェンの人口推移。上の黒線と紫色の面は現在ランゲンツェン市に属す地域の人口、赤線は各時点の市域における人口である。

ランゲンツェンの人口は、第二次世界大戦後に故郷を逐われた人々によって増加した。それまで福音主義が主流であったこの街に約1000人のカトリックの新市民が定住した。
第2の大きな人口増加期は、1972年と1978年の地域再編によるもので、これによりキルヒフェムバッハ、ラウベンドルフ、カイデンツェル、ホルバッハが合併し、ランゲンツェンは現在の市域となった。1990年代は、流入する人口の増加と高い出生率の組み合わせによって人口が増加した。
21世紀の初め、ランゲンツェンの人口は、平均 0.2 % とわずかに減少した。ランゲンツェンに移転してくる人も多いが、出生率に比べて高い死亡率を補うほどではない。
2008年以降、人口の変動はわずかである。

## 行政

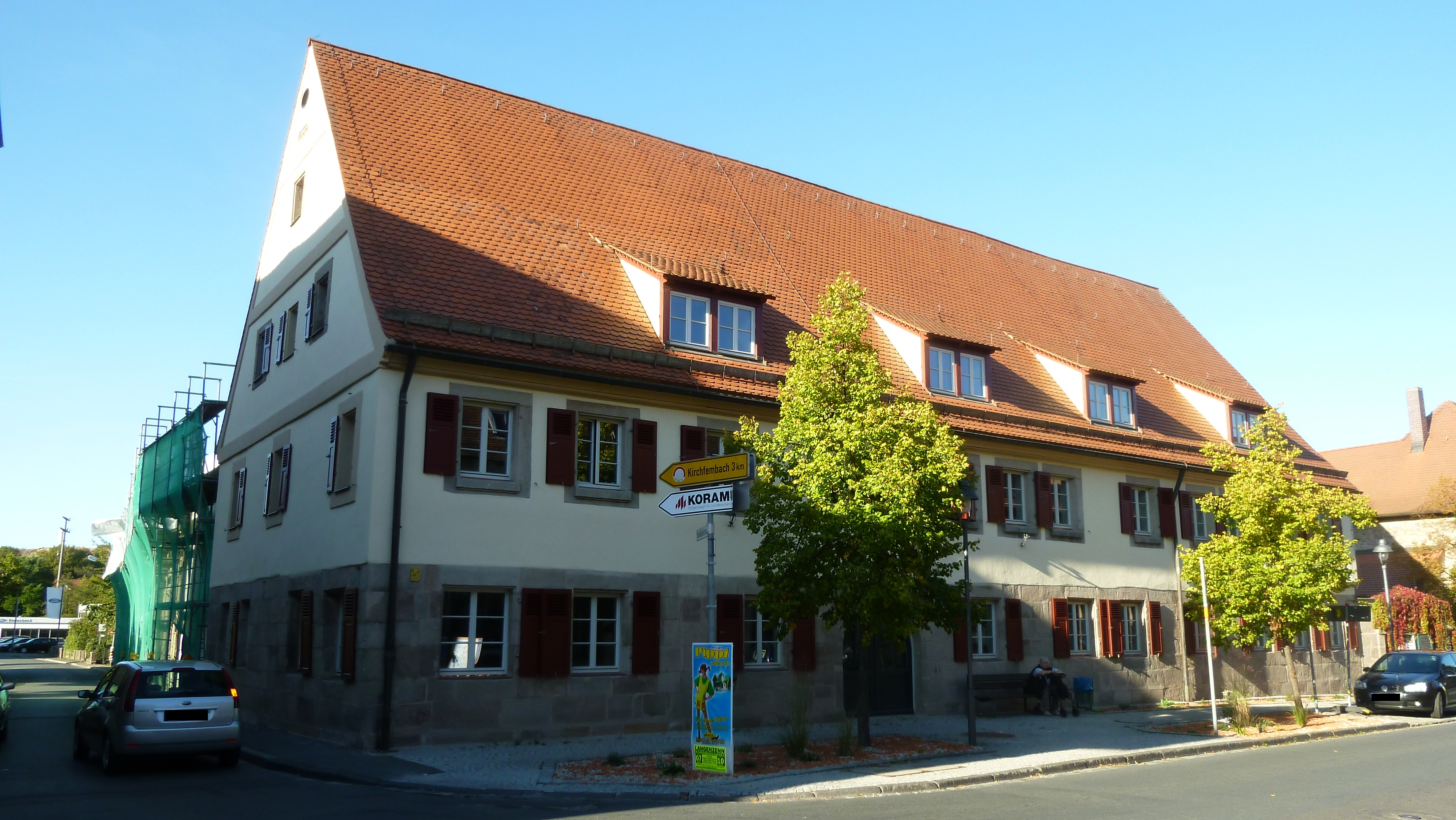
ランゲンツェン市庁舎

ランゲンツェン市長は、バイエルン州市町村法に従って直接選挙で選出され、1973年からCSUの候補が当選している。CSUは市議会においても最有力政党である。ランゲンツェンは。ドイツ連邦議会選挙ではフュルト選挙区（第243区）に属している。

### 市議会
ランゲンツェンの市議会は、24人の議員で構成されている。

### 首長
2008年3月2日の市長選挙で、ユルゲン・ハーベルは 50.0 % の票を獲得して当選した。この選挙の投票率は 69.8 % であった。2014年の選挙では対立候補はイレーネ・フランツ (SPD) だけであった。この選挙でハーベルは 63 % の票を獲得して再選された。この選挙の投票率は 64 % で2008年の選挙と比べわずかに減少した。
ランゲンツェンの歴史上の市長は以下の通り:
- 1920年-1929年: カスパー・ゲーバー
- 1929年-1945年: レオンハルト・ビンダー（1932年から NSDAP）

ビンダーは連合軍が侵攻してくる前に逃亡したため、アメリカの軍事政権は1945年に、まず司祭のハンス・オット、その後ヨハン・ヴァルター、パウル・ロッター、ヨハン・ヘルトラインを市長に据えた。ヘルトラインは1946年に選挙を実施した。
- 1945年-1952年: ヨハン・ヘルトライン
- 1952年-1960年: レオンハルト・ビンダー (CSU)
- 1960年-1972年: ヴィリー・ロースコプフ (SPD)
- 1972年-1978年: フリッツ・クリップナー (FDP)
- 1978年-2008年: マンフレート・フィッシャー (CSU)
- 2008年5月1日- : ユルゲン・ハーベル (CDU)

### 紋章
図柄: 赤地。銀色と黒で四分割に塗り分けられた猟犬の頭部。その下に銀色と黒のマントが描かれている。これは、1384年にこの集落に授与されたホーエンツォレルン家ニュルンベルク城伯の大紋章に合致する。

## 文化と見所

### 演劇
クロスターホーフシュピール・ランゲンツェン e.V. （直訳: ランゲンツェン修道院中庭演劇協会）は毎年夏にクロスターホーフで野外演劇、特に子供劇「クロスターモイゼ」（直訳: 修道院のネズミたち）を上演している。6月から8月の演劇シーズンには、モリエール、ゴルドーニ、シェイクスピアといった作家の喜劇作品が上演される。この協会は1981年から存在している。この他にユーゲンテアタークラブ (JTC) クラッペ（直訳: クラッペ青年演劇クラブ）があり、2013年にランゲンツェン文化ホーフで「ディー・ヴェレ」（直訳: 波）を上演した。
同じく修道院の中庭で、ザックス＝シュピールグルッペ・ランゲンツェン e.V. は、毎年3回ニュルンベルクの靴職人で詩人のハンス・ザックスの物語を上演している。ランゲンツェン 1050年祭を記念して、2004年に「カイザーシュピール」が再演された。これは、954年の王国会議をテーマとした作品で、1000年記念の際に初演された。劇団10周年を記念して2006年に、フーゴ・フォン・ホフマンスタールの「ランゲンツェナー・イェーダーマン」がガブリエーレ・キュフナーの演出により新しく整備されたマルクト広場で上演された。

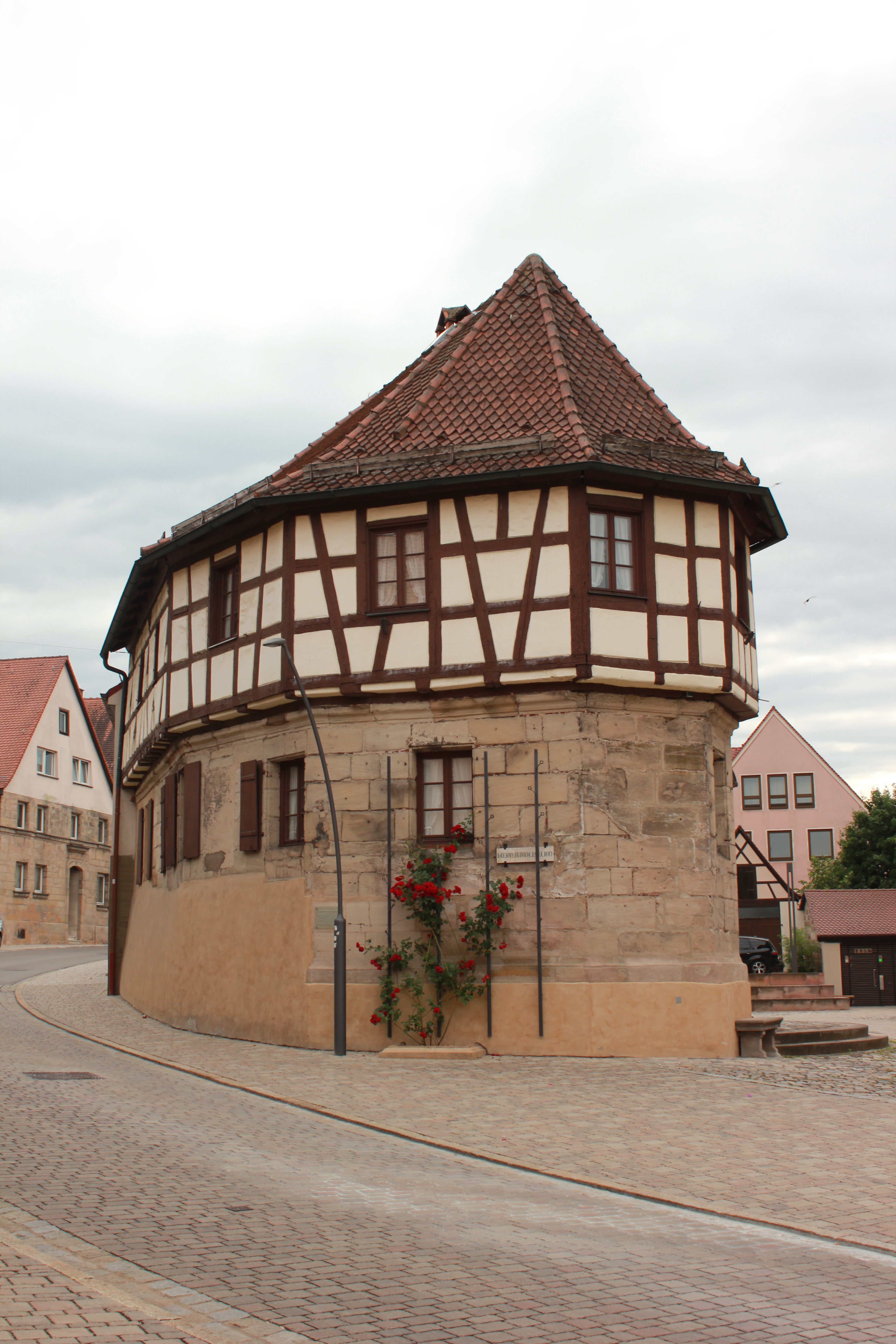
ランゲンツェン郷土博物館

### 博物館
郷土博物館は1957年に開館した。1976年から市教会の他に、ゼールゲル＝ハウスでの常設展示が行われるようになった。展示品の増加に伴い隣接するフローンフェステも展示スペースとして用いられるようになった。展示されているのは、たとえば恐竜の足跡などのツェングルントの先史時代の出土品、ローマ時代にランゲンツェンで鋳造された硬貨やこの地方独自の装束などがある。この他に、毎年入れ替えられるランゲンツェンの歴史に関する特別展示がある。

### 建造物
ランゲンツェンは、アウグスチノ会修道参事会の修道院施設によって知られている。この建物は1409年建造で、良く保存された回廊を有している。この修道院はニュルンベルク城伯ヨハン3世とフリードリヒ6世によって創設された。この修道院は、1460年に襲来した軍隊によって破壊されたが、その8年以内に再び修復された。ここは長年の間、黒い聖母の巡礼地であった。世俗化と、1537年に最後の修道院長ブルガーが死去したことで、ランゲンツェンにおける修道院組織は終焉した。その後この修道院には辺境伯の管理人が住んだ。1560年から1801年までは教区監督の役宅として利用され、1797年から1806年までプロイセンの廃兵院に用いられた。その後学校の校舎として利用された後、1950年に修道院内に教区事務所および牧師住宅が設けられた。住居の改修の際に毒性のある防腐剤が使われたため、長年の間、教区事務所だけが利用された。現在牧師住宅は、クロスターホーフで上演する演劇グループの楽屋として利用されている。

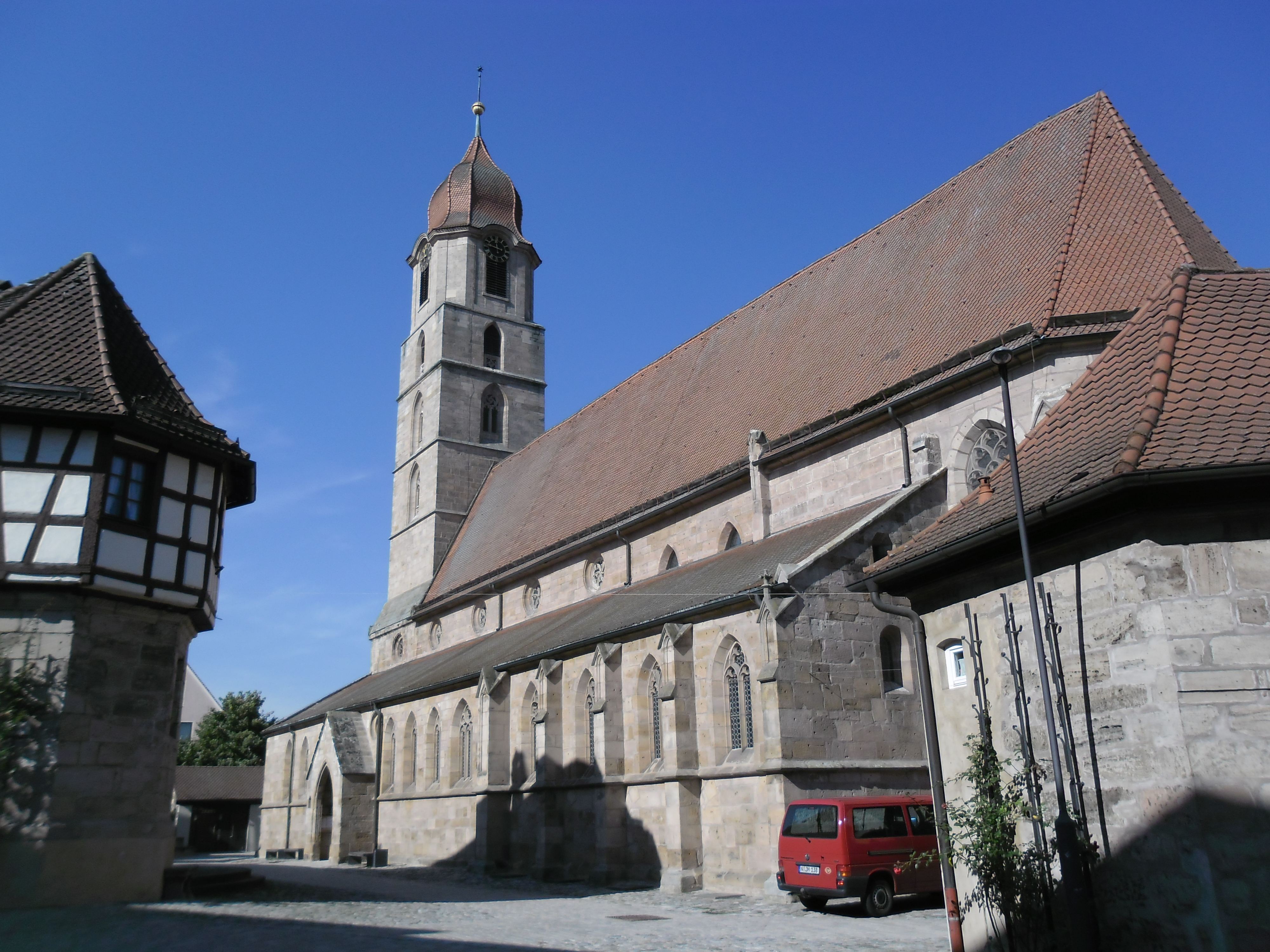
ランゲンツェン修道院

市教会はフリードリヒ5世によって設立され、1369年に完成した。単塔のファサードを持つ三廊式バシリカのコンセプトはペーター・パーラーの設計によるとする指摘がある。身廊の丸窓は、塔の南壁にあるものだけがオリジナルのトレサリーを有している。この様式はフランケンでは珍しいものである。1409年からは修道院教会となり、回廊の南につながっていた。修道院の禁域にあたることから、北の入り口はもはや使われていない。現在この教会堂は福音主義の教区教会である。
ラウベンドルフ地区の聖ゲオルクス教会の起源は14世紀半ば頃で、1407年に最初の記録が遺されている。この教会は1488年に最初の改修が行われ、その年号が入り口に記されている。見所は、ゴシック様式の尖頭アーチ型の窓とゴシック様式の内陣室である。1936年に上塗りの下から発見された壁絵は、15世紀に描かれたものである。聖ゲオルクの木像は1500年頃の作品である。1688年製の講壇や、1699年製の洗礼盤も注目すべきである。
都市防衛施設は14世紀に建設された。一部が現存する市壁跡の他に、ザンクトゥス門またはフルーラー門、シュライバース門、ウンテーレ門とオーベーレ門があったが、これらはリンデン塔とともに1875年から1891年の間に当時の都市美化協会の呼びかけに応じて解体された。1966年にヴァルト塔またはフックス塔（小塔）も破壊された。リンデン塔だけが、1954年に1000年祭を記念して復元された。

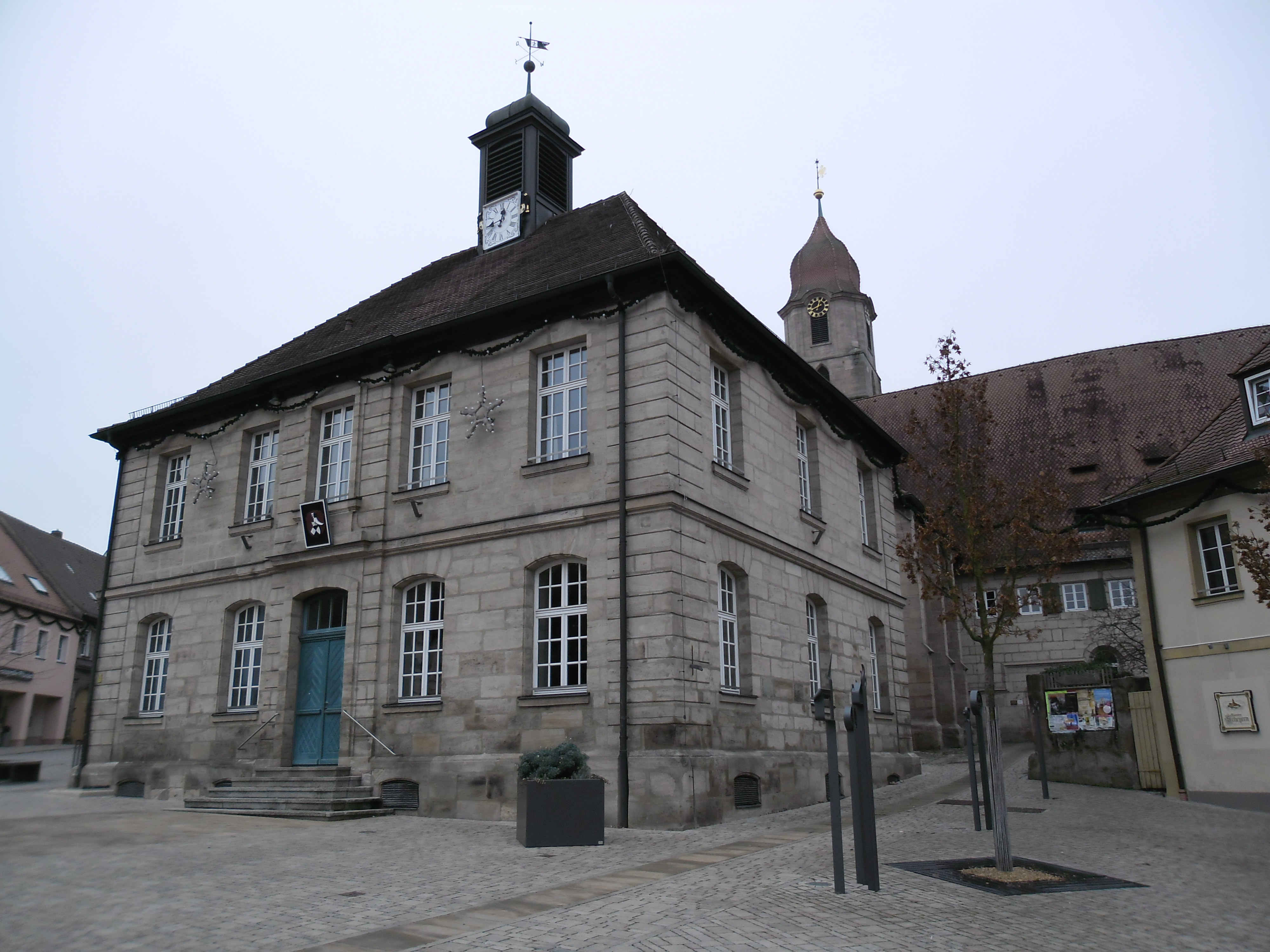
旧市庁舎

1727年の砂岩製切石建築であるプリンツレーゲンテン広場の旧市庁舎の設計は、ヨハン・ダーフィト・シュタイングルーバーによるものである。1720年の火災後にあたるこの時期に建設されたいくつかの旅館や住居も現存している。
キルヒフェムバッハの福音主義教会は、11世紀、ロマネスク様式のコールトゥルムキルヒェ（内陣が塔内にある教会建築様式）で、一部がゴシック様式に改築されている。マリエングロッケ（マリアの鐘）は13世紀、他の2つの鐘は14世紀と15世紀に製作されたものである。この教会は、十四救難聖人の一人である聖ファイトに献堂されている。

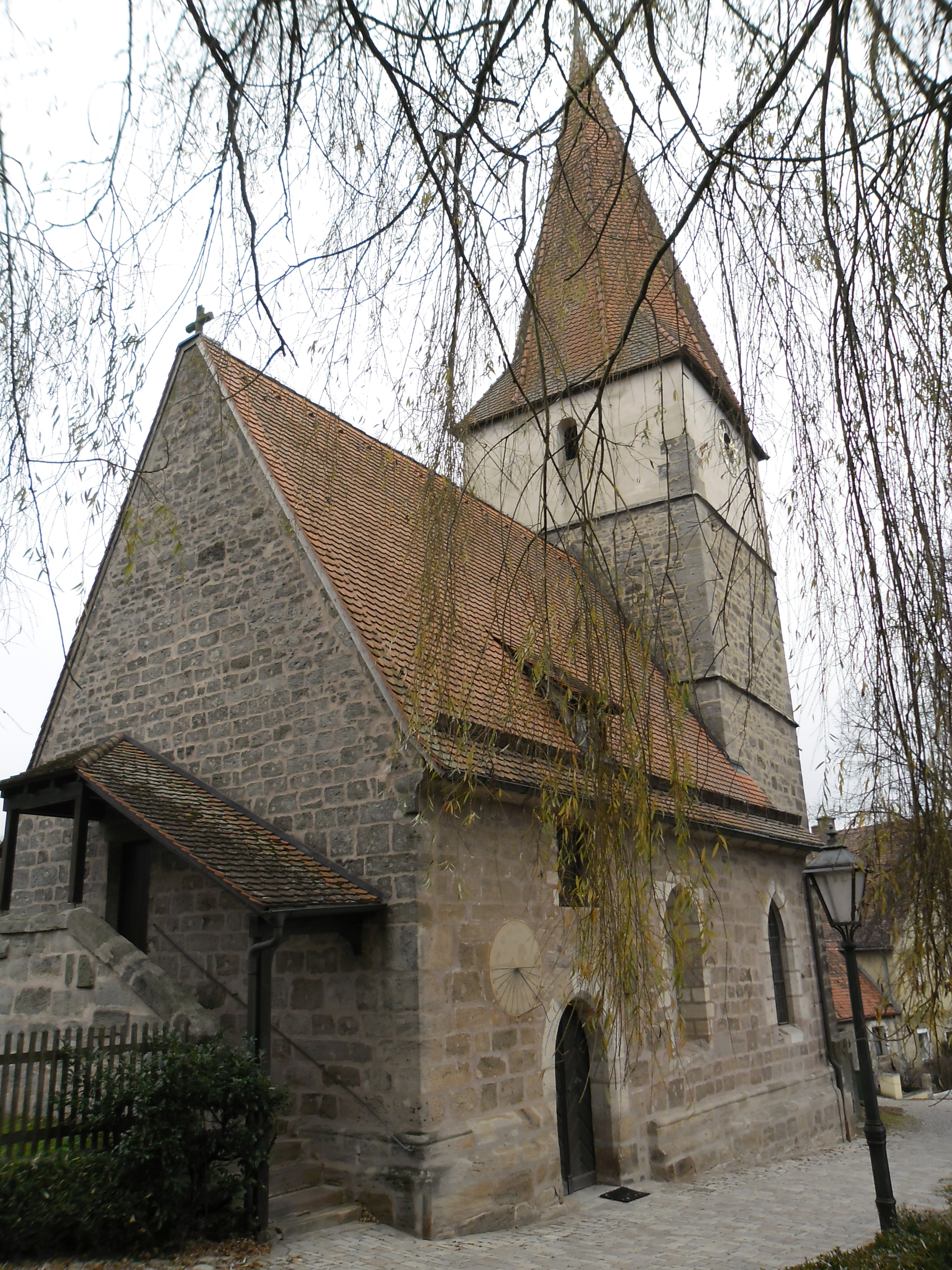
聖ゲオルクス教会
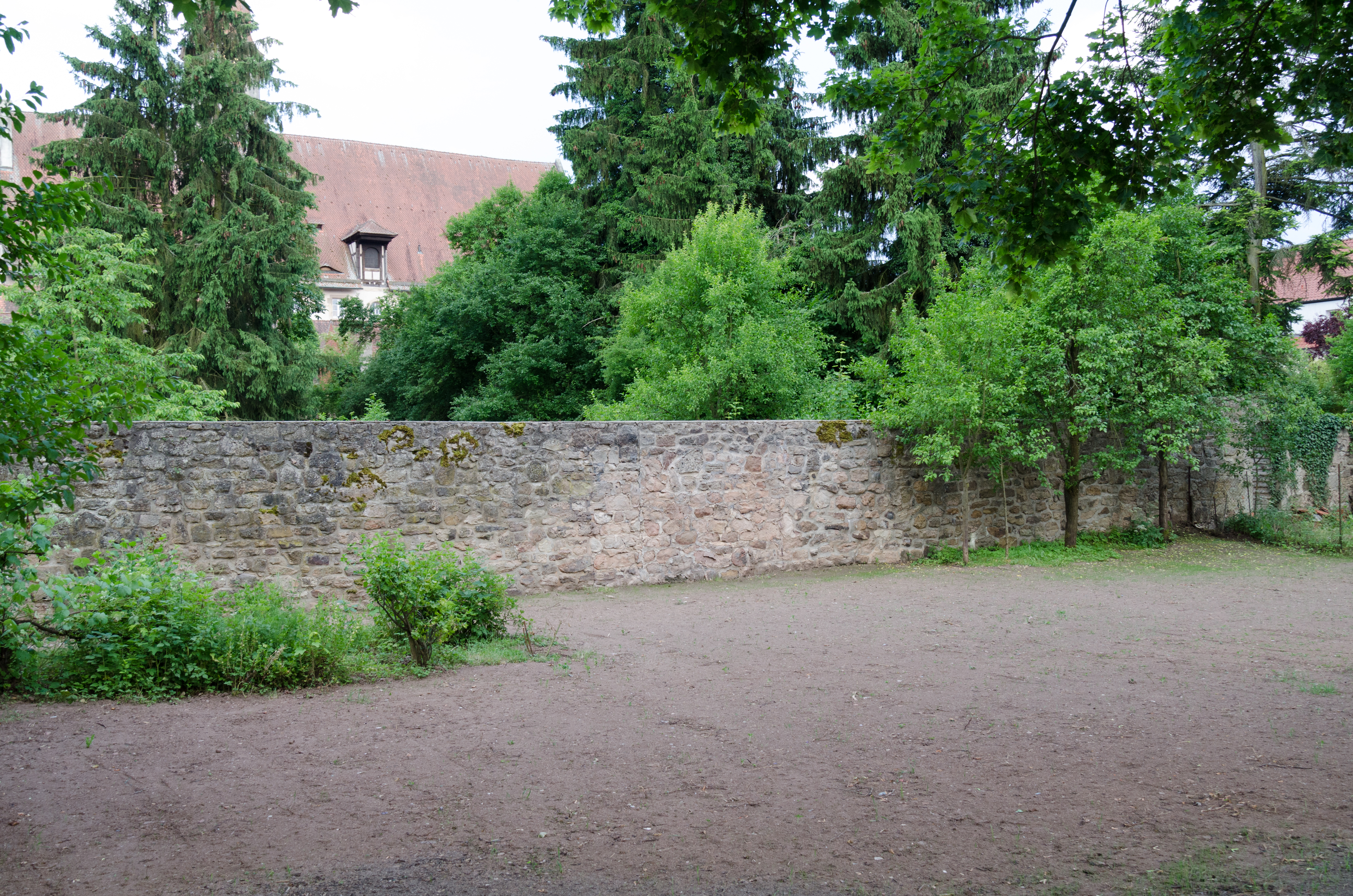
ランゲンツェンの市壁の遺構
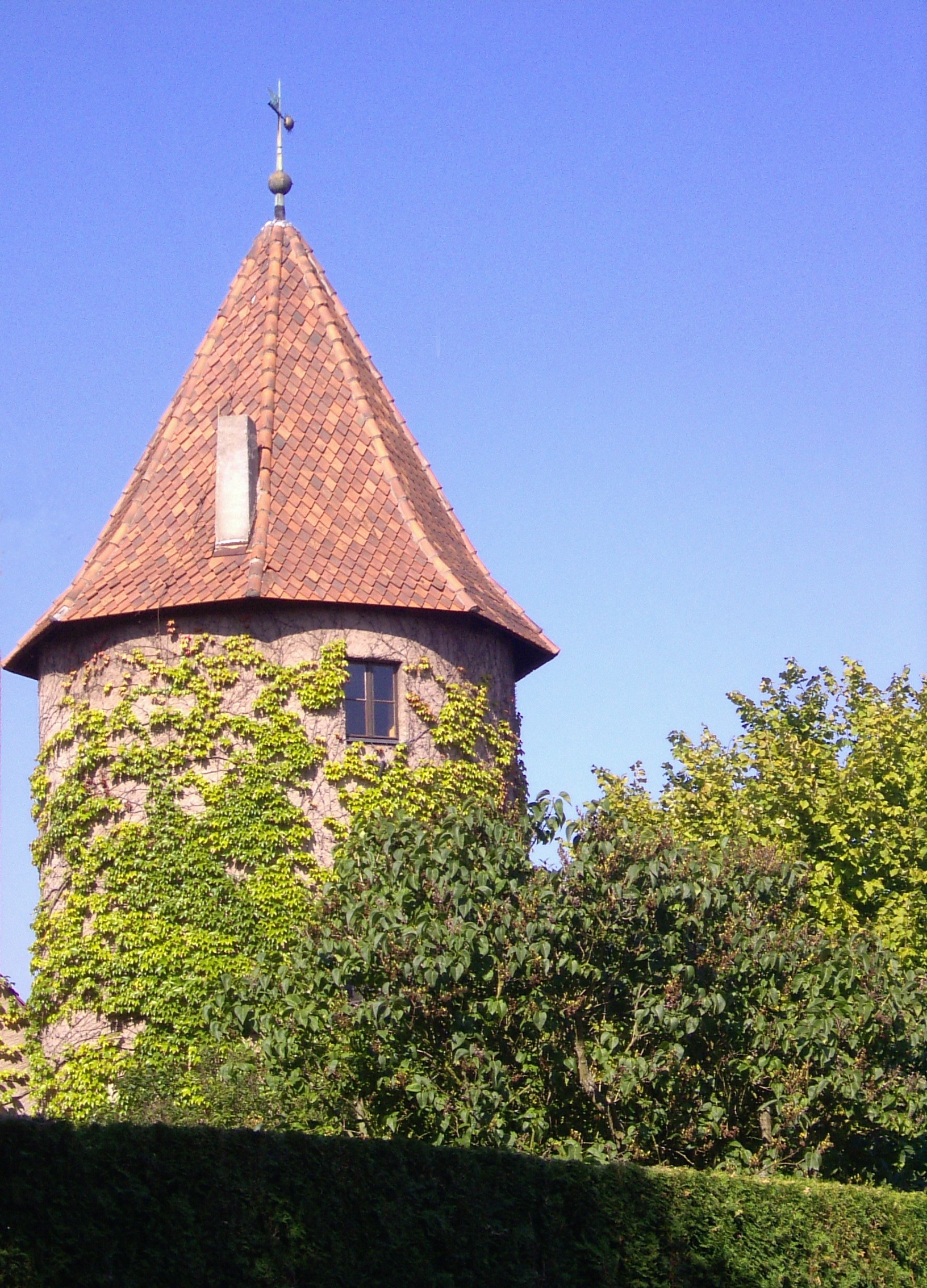
リンデン塔
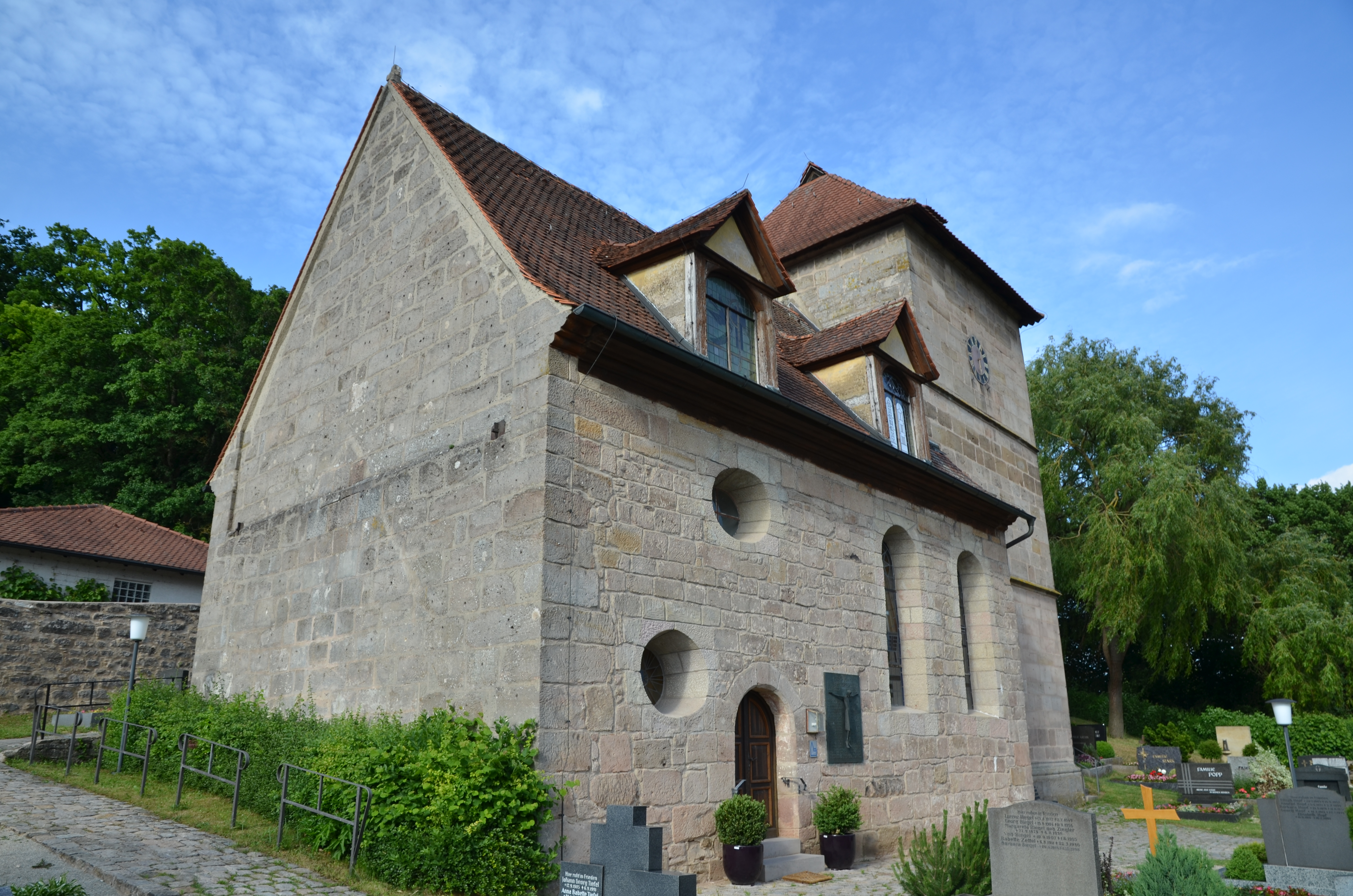
聖ファイト教会

### 年中行事
- ランゲンツェンの教会祭は聖霊降臨祭後の最初の週末に開催される。
- 夏至後の土曜日に、ハンス＝ザック演劇グループは大規模な夏至祭をシュヴァーネンヴァイアー（直訳: 白鳥の池）で行っている。
- ラウベンドルフでは、スポーツ・歌唱愛好会ラウベンドルフが8月の最終土曜日に村祭りを開催している。
- 9月の第2土曜日に、プリンツレーゲンテン広場周辺で旧市街祭が開催される。
- 毎年第3アドヴェントに、地元のクラブ・団体が旧市街でランゲンツェンのクリスマスマーケットを開催する。

## 経済と社会資本
バイエルン州統計局の売上税統計は、2016年現在、ランゲンツェンには合計508社の売上税支払い義務のある企業が存在し、製品とサービスを合わせて、5億7600万ユーロ以上の富を生み出していることを示している。ランゲンツェンは、ツィルンドルフ（12億5800万ユーロ）、カードルツブルク（6億2200万ユーロ）に次いで郡内14市町村中第3位の地位を占めている。負債は、1人あたり1,452ユーロ（総額1,535万ユーロ）である。2014年時点で、5,386人の納税者が住んでおり、納税者1人あたりの平均収入は35,071ユーロと計算される。

### 交通
ランゲンツェンは連邦道 B8号線に面しており、これを使ってニュルンベルク/フュルト大都市圏へ非常に良好にアクセスできる。郡道 FÜ 11号線は、西はガウフスミューレ付近で B8号線のインターチェンジにつながっており、北東はキルヒフェムバッハに至る。FÜ 17号線は、南西は B8 号線のインターチェンジを越えてブルクグラーフェンホーフへ、東はゲッカースホーフをかすめてラインドルフに通じている。市町村連絡道は、エルラハスキルヒェン近郊の B8号線、ホールバッハ、アリツベルク、クラウスホーフへ向かう。
ツェングルント鉄道は、1872年に初の近郊鉄道として建設された。この鉄道は、フュルトとマルクト・エルルバッハとの間を1時間間隔で運行している。本市の市内には、ランゲンツェン東部のランゲンツェン、西部のハルトホーフおよびラウベンドルフの3つの駅がある。ニュルンベルク - ヴュルツブルク線は、キルヒフェムバッハ付近で本市の市域をかすめて通っている。新しい通知によれば、DBレギオ・フランケンは、ミッテルフランケン鉄道という名称の下、この路線にバウライエ 648 (LINT41) の車両を運行させる。
1日5便、ランゲンツェン、カードルツブルク、アンメルンドルフを結ぶ地域バス路線 136号が運行されている。152号はカイデンツェルとシュティンツェンドルフとを、キルヒファルンバッハ、カードルツブルク、ツィルンドルフ、オーバーアスバッハ経由で結んでいる。週末には、夜行バス路線 N22号、フュルト - ランゲンツェン - ヴィルヘルムスドルフが運行している。
市域内の公共近郊旅客交通は、2011年から市民バス・ランゲンツェン (BüBLa) が運営している。この市民バスは6つの異なる路線を1日何便も運行させているが、これはランゲンツェン自身と周辺地域に限定されている。すべての路線はランゲンツェン駅を起点としている。運転手は市のボランティアであり、フェライン・ビュルガーブス・ランゲンツェン e.V. によって組織されている。

### 地元企業
レンガは16世紀からランゲンツェンで作られていた。非常に開放的なレールベルクトーン層（粘土質のローム層）が、その不可欠な原料であった。戦後の4つの大きなレンガ製造所のうち、2つが現在も陶器を製造している。かつてのシュタトリンガー・レンガ工場はハノーファーに本社を置くコラミック・ダッハプロドゥクト GmbH & Co. KG に属し、ヴィーナーベルガー・グループの一部となっている。1897年からレンガが製造されていた工場敷地は、主邑ランゲンツェンの北東端、キルヒフェムバッハ寄りにある。ツェングルントの向かい側では、ヴァルター・ダッハツィーゲル GmbH が1878年から屋根レンガを製造している。2005年7月1日からビルスハウゼンの「ヤコービ・トーンヴェルク GmbH」の子会社にあたるレンガ工場がある。
フェルバッハに本社を構える金属・製品材料販売のハイネ + バイスヴェンガーはランゲンツェンとブルクグラーフェンホーフとの間に支社を有している。
ランゲンツェンは、絨毯洗浄や泥よけマットのレンタルに特化している特殊クリーニンググループのアム GmbH の本社所在地である。その子会社は、インターネットプラットフォームを利用して、足拭きマットの具体的なデザインをオンラインで受注している。
パッキングの製造業者エルリングクリンガー AG は、国際的に活動している自動車部品メーカーである。機密部品の製造所がランゲンツェンの中央に位置している。
ELIA チューニング・ウント・デザイン AG は、ルノーおよび日産のチューニング専門業者であるが、フォルクスワーゲンやダチアも一部取り扱っている。
この他ランゲンツェンは、ゲルナー・ヌッツファールツォイゲの本社所在地である。この会社は、ヤマハ R6-カップ・ドライバー、ヨハネス・カンツラーの契約スポンサーとして知られている。
家庭用電子機器製造業者クリスティアン・シュヴァイガー GmbH は1946年の設立以来、ランゲンツェンに本社を置いている。この企業は、Voxx インターナショナル・グループの傘下企業である。
ミニシュテックは、1965年から H. ウント W. ゴットヴァルト＝ベトリープス GmbH & Co. KG がキルヒフェムバッハで製造している。このモザイク片は、射出成形によって製造されている。

### メディア
ランゲンツェナー・ミットタイルングスブラットは、ローカル紙とともに隔週で34年間刊行されている。

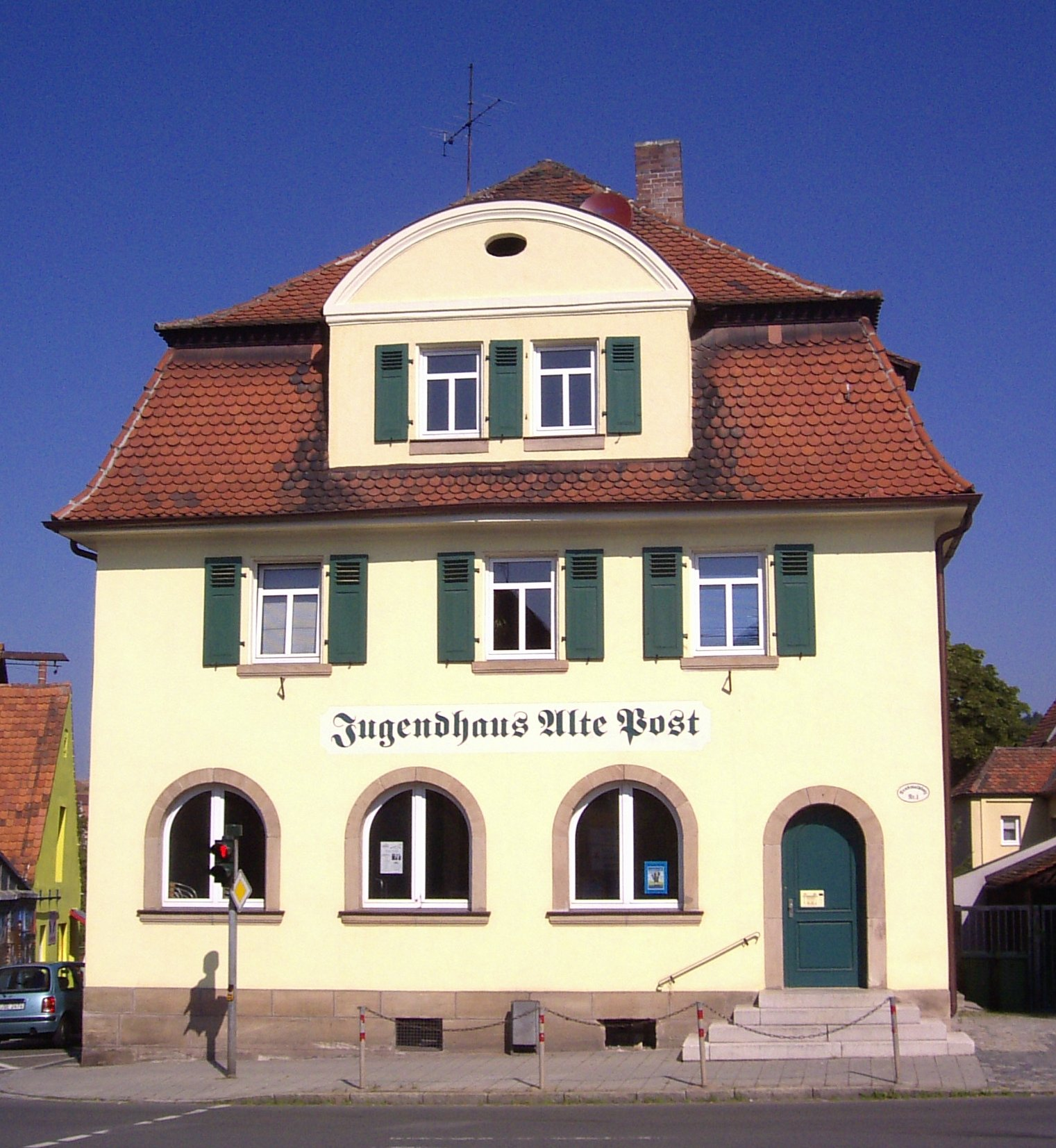
青少年センター・アルテ・ポスト

### 公共機関
- 水泳禁止区域のある 25 m スポーツプール、3 m の飛び込み台（英語版）、1 m の飛び込み板（英語版）、子供用水浴プールを持つ屋内プールは1977年に建設された[48]。カイデンツェル地区の屋外プールは、2007年に生物学的水再生施設を持つ水浴池に改造された[49]。この屋外プールは無料で利用できる。
- 1994年に改修されたランゲンツェナー・シュピタール（病院）の建物群内に老人ホームがある。この施設には、3つの2人部屋、10の個室、23床（2人部屋8室、個室7室）の介護ホームがあった。現在この建物内に市の行政機関が入居している。
- 青少年センター・アルテ・ポストは1977年11月に設立された、郡内で最も古い青少年施設である。福音主義＝ルター派のランゲンツェン教会区によって支援されているこの施設の活動は、基本的にすべての青少年を対象としている。この施設は、積極的に参加する若者たちによって自己運営されている。1980年から社会奉仕団が、1999年からソーシャルワーカーが若者たちを援助している。
- 市の創設から都市書記官が雇用されていたため、ランゲンツェンには郡内で最も大規模な市立文書館がある。
- 市立図書館はボランティアによって運営されている。この図書館は1903年に公共図書館として設立され、1983年からは1730年頃に建設され新たに改修がなされた建物に入居している。この図書館には約25,000点の本が収蔵されている[50]。

### 教育施設
ランゲンツェンの学校教育は、1439年にまで遡る。ランゲンツェンには、ギムナジウム、実科学校、中等学校、基礎課程学校がある。

#### 基礎課程学校、中等学校
1967年の国民学校分割後、この街には基礎課程学校と中等学校が1校ずつ存在する。2017/2018年には、基礎課程学校および中等学校を併せて 597人の児童/生徒が在籍していた。

#### ヴォルフガング＝ボルヒャート＝ギムナジウム
ヴォルフガング＝ボルヒャート＝シューレは、1984年にハルデンベルク＝ギムナジウム・フュルトの分校から設立された。生徒数 822人は、オーバーアスバッハのディートリヒ＝ボンヘッファー＝ギムナジウムに次いでフュルト郡で2番目に大きなギムナジウムである。
1986年建造の新校舎はすでに4回拡張され（1989年、1995年、2004年、2007年）、1179人が在籍可能である。生徒は言語学と数学/自然科学とのどちらかの分野を選択することができる。2008/2009年に学生の昼食を提供するメンザが校舎と一体化された。
2010/2011年の学校シーズンには、1060人が在籍していた。G9（第9学年）の廃止後、2012/2013年シーズンの学生数は844人であった。2017/18年シーズンの学生数は 822人、2019年10月1日現在の学生数は 765人である。

#### 実科学校
2009年まで実科学校は、フュルトやツィルンドルフに通学する必要があった。2009/2010年の学校シーズンの初めに、ミッテルシューレ・ランゲンツェンと共同で、郡で2番目の実科学校がランゲンツェンに設けられた。初めはツィルンドルフ実科学校の分校として発足した。その翌年から実科学校として独立した。2010/2011年シーズンの学生数は168人であったが、2014/2015年シーズンに6学年が揃い、23クラス609人がこの学校に在籍した。2019年10月1日現在は22クラス548人が在籍している。

#### 幼稚園・保育園
最初の幼稚園は、1857年に幼児の保育園として開設された。1963年にカトリックの聖マリエン幼稚園が設けられ、その後福音主義の2つの幼稚園プステブルーメ幼稚園（1964年）とレーゲンボーゲン幼稚園（1987年）、および市立幼稚園（1989年）が開園した。1歳から6歳までの児童には1994年秋に設立されたホルト保育園がケアを行っている。2017年の幼稚園・保育園の受け容れ可能人数は合計 544人で、実際には 481人が通園している。

### スポーツ
TSV ランゲンツェンは1894年に設立され、たとえばバスケットボール、テニス、サッカー、水泳など15部門を有している。SV ブルクグラーフェンホーフには、12のサッカーチームおよびフィットネス部門や演芸部門がある。SF ラウベンドルフには、19のサッカーチームの他に、フィットネス、徒手体操、ウィンタースポーツ部門がある。ヴァッサーヴァハト・オルツグルッペ・ランゲンツェン（直訳: ランゲンツェン水難監視地域グループ）は毎週、水泳教育コースや水泳トレーニングを開催している。

## 人物

### 出身者
- マリー・ドリンガー（1910年 - 1994年）陸上競技選手。
- ルイーゼ・エアハルト（1893年 - 1975年）国民経済学者、ルートヴィヒ・エアハルトの妻。
- ブルンヒルデ・ヘンドリクス（ドイツ語版、英語版）（1938年 - 1995年）陸上競技選手。1960年ローマオリンピックでの女子4×100mリレー銀メダリスト

### ゆかりの人物
- ゼバスティアン・プライス（ドイツ語版、英語版）（1981年 - ）ハンドボール選手。ランゲンツェンで育った。

## 関連図書
- Johann Kaspar Bundschuh (1801). “Langenzenn”. Geographisches Statistisch-Topographisches Lexikon von Franken. Band 3: I–Ne. Ulm: Verlag der Stettinischen Buchhandlung. pp. 271–272 2020年2月11日閲覧。
- Georg Dehio, ed (1999). Handbuch der deutschen Kunstdenkmäler. Bayern I: Franken (2 ed.). München. pp. 564–567. ISBN 978-3-422-03051-0
- August Gebeßler (1963). Stadt und Landkreis Fürth. Bayerische Kunstdenkmale. 18. München: Deutscher Kunstverlag. pp. 111–126
- Susanne Habel (2004). Das Augustiner-Chorherrenstift in Langenzenn 1409–1533. Horb am Neckar: Geiger. ISBN 978-3-89570-921-0
- Hanns Hubert Hofmann (1954). Nürnberg-Fürth. Historischer Atlas von Bayern, Teil Franken. I, 4. München: Komm. für Bayerische Landesgeschichte. pp. 135-135 2020年2月11日閲覧。
- Hanns Hubert Hofmann (1954). Nürnberg-Fürth. Historischer Atlas von Bayern, Teil Franken. I, 4. München: Komm. für Bayerische Landesgeschichte. p. 230 2020年2月11日閲覧。
- Michael Kroner (1988). Langenzenn. Vom Königshof zur Gewerbe- und Industriestadt. Langenzenn: Stadt Langenzenn
- Michael Kroner et al. (1999). 500 Jahre Schule in Langenzenn. Beiträge zu Schulgeschichte. Langenzenn: Heimatverein
- Wolf-Armin von Reitzenstein (2009). Lexikon fränkischer Ortsnamen. Herkunft und Bedeutung. Oberfranken, Mittelfranken, Unterfranken. München: C. H. Beck. pp. 127–128. ISBN 978-3-406-59131-0
- Gottfried Stieber (1761). “Langenzenn”. Historische und topographische Nachricht von dem Fürstenthum Brandenburg-Onolzbach. Schwabach: Johann Jacob Enderes. pp. 537–544 2020年2月11日閲覧。
- Pleikard Joseph Stumpf (1853). “Langenzenn”. Bayern: ein geographisch-statistisch-historisches Handbuch des Königreiches; für das bayerische Volk. Zweiter Theil. München. pp. 699–700 2020年2月11日閲覧。
- Wolfgang Wiessner (1963). Stadt und Landkreis Fürth. Historisches Ortsnamenbuch von Bayern. 1. München: Kommission für Bayerische Landesgeschichte. pp. 60–64

これらの文献は、翻訳元であるドイツ語版の参考文献として挙げられていたものであり、日本語版作成に際し直接参照してはおりません。

## 訳注
1. ↑  アムト (ドイツ語: Amt) は一般的に「役所」を意味するが、ここでは地方行政単位である。
2. ↑  ドイツ語: Nutzfahrzeugeは、工事車両などの実用車を意味する
3. ↑  モザイクを創るためのプラスチック製の玩具